# Lancement spatial sans fusée
Le lancement spatial sans fusée est une méthode spéculative de lancement orbital ou suborbital, pour lequel tout ou partie de la vitesse et de l'altitude est fournie par une technique non-propulsive, c'est-à-dire sans avoir recours à des fusées éjectant des gaz à l'arrière du véhicule pour produire une poussée par réaction.
Plusieurs alternatives aux fusées ont été proposées.  Dans la plupart des schémas, la méthode utilisée est la projection, c'est-à-dire que l'engin à lancer est mis en mouvement par une force qui lui est transmise à l'aide d'un dispositif fixe situé au sol.  Il s'agit typiquement d'un système analogue à un canon ou une catapulte.
Certains systèmes pouvant satisfaire cette définition sont en fait hybrides, car le projectile reste tout de même une fusée mais celle-ci acquiert une bonne partie de sa vitesse avant l'allumage du ou des moteurs. On peut alors parler de lancement assisté.
Le transport en orbite est un facteur déterminant dans les projets liés à l'espace, s'il peut être réalisé de façon plus efficace, le coût total du vol spatial peut être réduit. Actuellement[Quand ?], les coûts de lancement sont très élevés, de l'ordre de 10 000  à   25 000 $ le kilogramme jusqu'en orbite basse. Pour peupler l'espace, des méthodes moins chères sont nécessaires, ainsi qu'un moyen d'éviter les dommages atmosphériques causés par les milliers, voire les millions de lancements requis.
Jusqu'à présent (début 2013), aucun système n'est parvenu à lancer un projectile en orbite.  L'actuel record d'altitude est de 180 km, atteinte à l'apogée d'une trajectoire suborbitale parcourue par un projectile lancé par l'armée américaine dans le cadre du projet HARP.

## Galerie

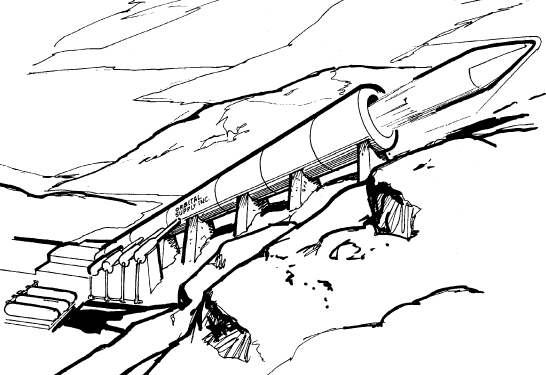
Un canon électromagnétique
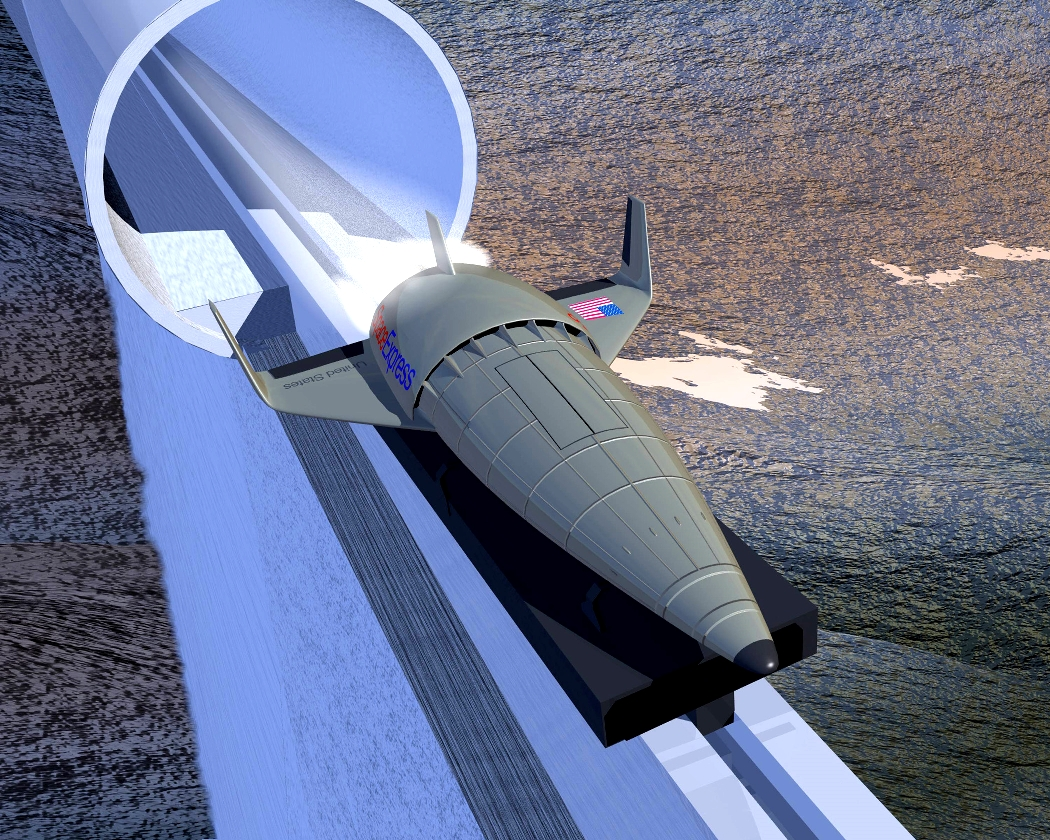
Une fusée sur un chariot de lancement à sustentation électromagnétique
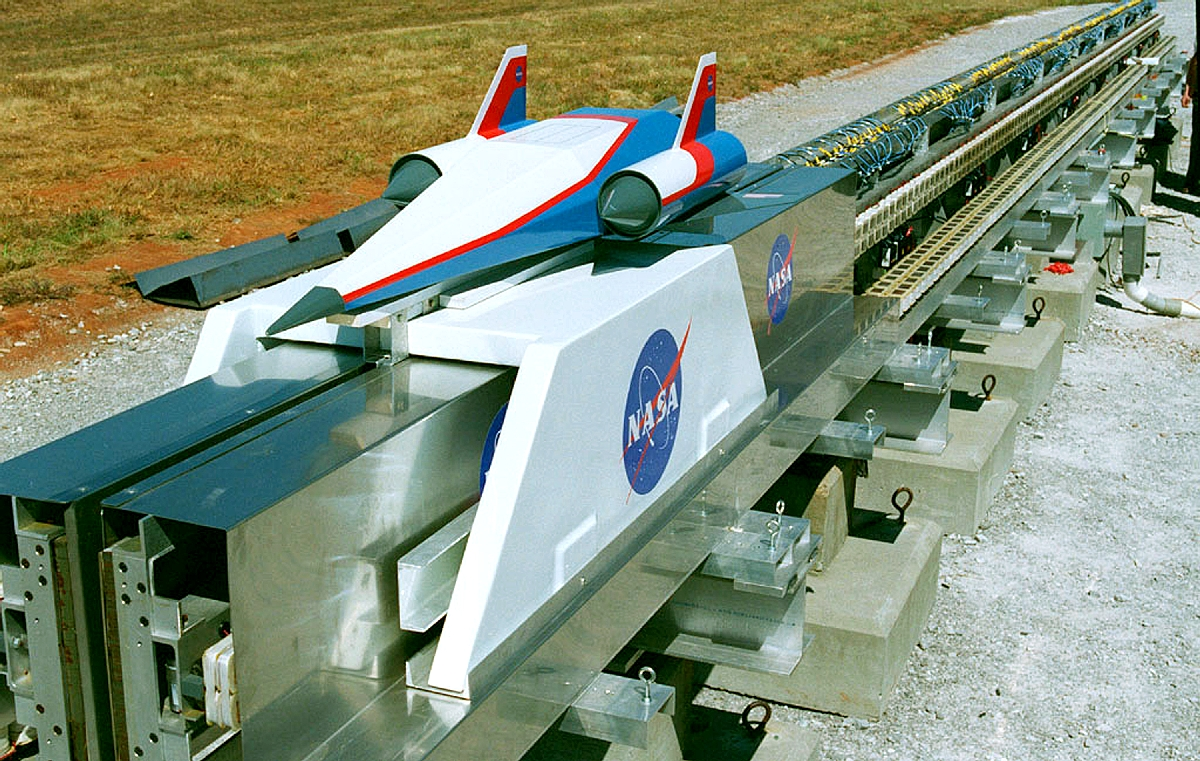
Le concept Maglifter
Une boucle de lancement
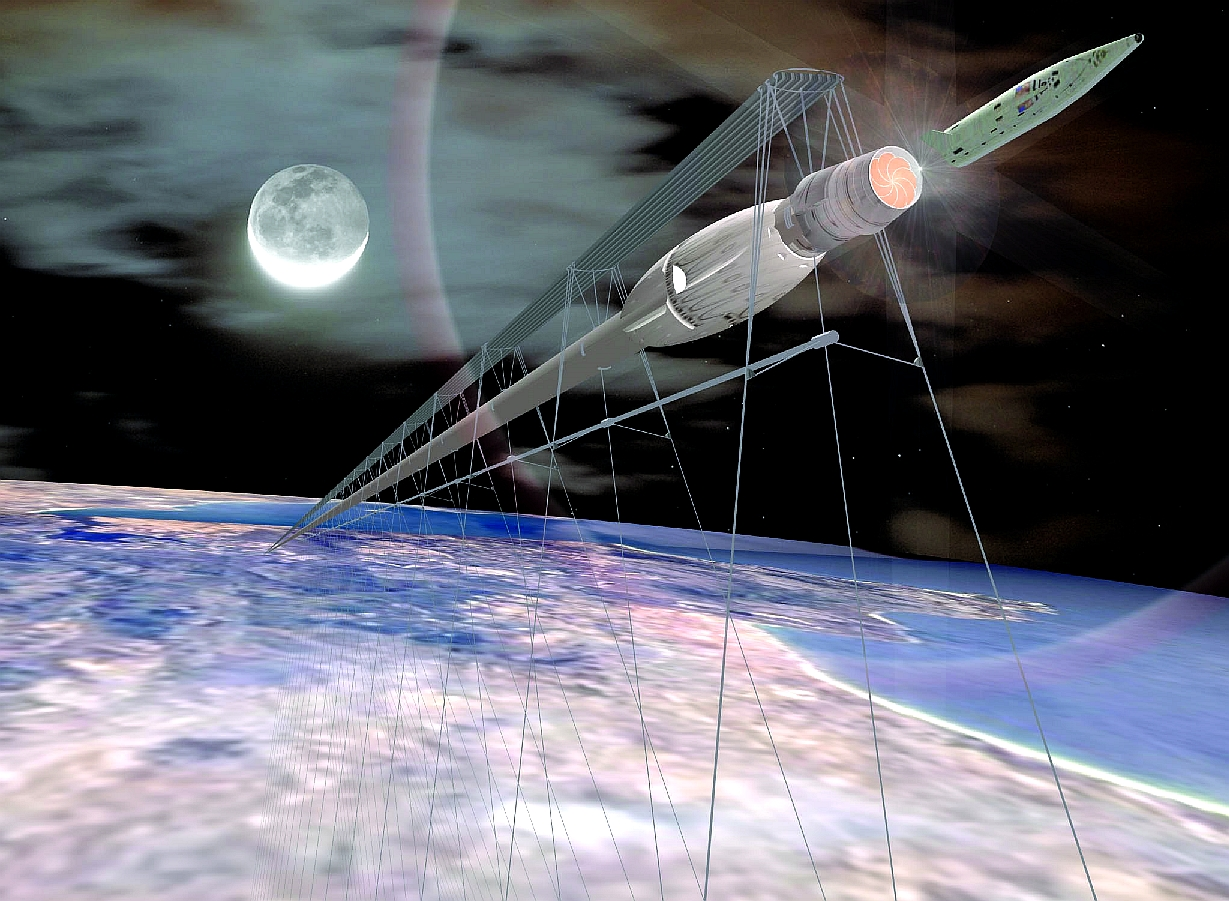
Le concept StarTram (en)
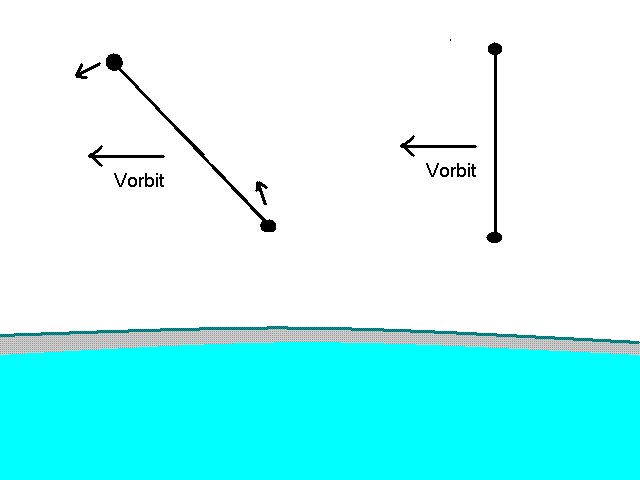
Un crochet en rotation en orbite.